# Bosselaerius tajikistanicus
Bosselaerius tajikistanicus — вид павуків родини Phrurolithidae. Описаний у 2020 році.

## Поширення
Ендемік Таджикистану. Трапляється лише в Хатлонській області на заході країни.

## Опис
Відомий лише з однієї самиці завдовжки 2,18 мм.